# Eurodiaconia
Eurodiaconia es una federación de iglesias y organizaciones Cristianas que proveen atención sanitaria, entregan servicios sociales y luchan para la justicia social. La secretaría de la organización está ubicada en Bruselas, Bélgica. El órgano con mayor capacidad de toma decisiones es la Asamblea General Ordinaria, organizada a turno cada año por los miembros de la organización en Europa. Eurodiaconia incluye 51 organizaciones nacionales y regionales repartidas en 33 países y territorios. La misión declarada de Eurodiaconia es de trabajar para un cambio social transformativo a lo largo de Europa. Los miembros de Eurodiaconia proveen servicios sociales y atención sanitaria a largo plazo para los más desfavorecidos.

## Historia
La palabra “diaconia” significa “servicio” en Griego Antiguo y en su sentido bíblico quiere decir amor para el vecino. El trabajo diaconal tiene sus orígenes en el Nuevo Testamento, y tradicionalmente, ha sido llevado a cabo por iglesias. Normalmente se entiende como “práctica social Cristiana” que no distingue entre Cristianos y no-Cristianos, sino que tiene como objetivo la promoción de la inclusión social y la justicia. Hoy en día, el trabajo diaconal es también llevado a cabo por ONGs independientes o afiliadas a iglesias.
Eurodiaconia se registró como Organización No Gubernamental (ONG) en Estrasburgo, Francia en 1995. En 2008, la entidad legal de la organización fue trasladada en Bélgica como organización internacional sin fines de lucro.
El órgano con mayor capacidad de toma decisiones es la Asamblea General Ordinaria, organizada a turno cada año por los miembros de la organización en Europa. Cada año, los miembros de la federación deciden la estrategia y el plan de trabajo para el año siguiente y abarcan otros temas de importancia para la organización. En 2019, la Asamblea General Ordinaria se llevó a cabo en la ciudad de Edimburgo, Escocia. Eurodiaconia es registrada como ONG en Bélgica y recibe el apoyo financiero del programa European Union for Employment and Social Innovation “EaSI” (2014 – 2020). Las mayores fuentes de ingresos para Eurodiaconia son las quotas de admisión pagadas por sus socios y la subvención de la Comisión Europea. El Secretario General actual es Heather Roy, nombrada en 2008.

## Cooperación con otras redes a nivel europeo

### Social Platform
Eurodiaconia es miembro de Social Platform (Plataforma Social en Español): una red europea de organizaciones de la sociedad civil que trabajan en el tercer sector.

### Research in Diaconia and Christian Social Practice (ReDi)
Eurodiaconia partecipa al trabajo de una sociedad internacional involucrada en el estudio y la investigación sobre la Diaconia – ReDi (Investigación sobre la Diaconia y prácticas sociales Cristianas en Español). Como miembro de esta red, Eurodiaconia participa a conferencias bianuales, colabora con otros investigadores y tiene acceso a una revista académica que abarca un gran número de temas como la evaluación, análisis contextual y los estudios teológicos, éticos, empíricos y hermenéuticos.

### The European Anti-Poverty Network (EAPN)
Eurodiaconia es miembro de EAPN (Red Europea de Lucha contra la pobreza en Español) , una asociación involucrada en varias iniciativas con el objetivo de luchar la pobreza y la exclusión social. EAPN consta de ONGs y organizaciones comunitarias activas en los Estados miembros europeos, así como organizaciones paneuropeas como Eurodiaconia.

### Social Services Europe
Social Services Europe (Servicios Sociales Europa) es una red europea de organizaciones sin fin de lucro activas en el campo social y en la entrega de atención sanitaria. Según su objetivo declarado, la red trabaja para la creación de las condiciones económicas, sociales y legales adecuadas para que las asociaciones sociales y sanitarias puedan llevar a cabo su trabajo en Europa y, además, recolectar estadísticas sobre los problemas sociales en el sector. El 1 de julio de 2019, Eurodiaconia asumió la presidencia de la red para seis meses, lo que implica que estará a cargo de presidiar las reuniones del consejo de administración y los grupos de trabajo.